# Cordignano
Cordignano é uma comuna italiana da região do Vêneto, província de Treviso, com cerca de 6.373 habitantes. Estende-se por uma área de 26 km², tendo uma densidade populacional de 245 hab/km². Faz fronteira com Caneva (PN), Cappella Maggiore, Colle Umberto, Fregona, Gaiarine, Godega di Sant'Urbano, Orsago, Sacile (PN), Sarmede.